# 宇佐川秀次郎
宇佐川 秀次郎（うさがわ しゅうじろう、嘉永2年（1849年） - 明治14年（1881年））は、明治期の大蔵官僚。銀行学伝習所学頭を務めた。字は義温。従六位。

## 経歴
長州藩萩に生まれ、旧姓藤山という。万延2年正月に宇佐川義方の養子となる。明治3年7月に慶應義塾に入学（証人山口藩知事、父兄の名宇佐川半兵衛）。卒業後の明治5年6月10日大蔵省紙幣寮奉職、次いで紙幣寮の八等出仕、4月銀行学局開設、5月副長となり簿記担当。1875年（明治8年）には国立銀行などから自費通学生を募集することとなり、その年の7月に生徒の多くが紙幣寮に採用されると、銀行学局は廃止されることとなり、銀行課内に翻訳掛を新たに設け、生徒の教育と翻訳が委嘱された。明治9年銀行学局は廃止され、明治10年12月、銀行学伝習所が開設されると学頭に就任。丹吉人、小林雄七郎、遠藤敬止ら慶應義塾の同窓と共に初期の大蔵省を牽引した。

## 著書
- 『銀行実験論』国立国会図書館近代デジタルライブラリー